# Camille de Cauwer
Camille François Auguste de Cauwer (Sint-Gillis, 3 januari 1865 - 1 mei 1924) was een Belgisch uitgever.

## Levensloop
Na een korstondige militaire carrière werd hij in 1889 actief als co-uitgever van dagbladdrukkerij Louis Legros. Aan de vooravond van de wereldtentoonstelling van 1894 richtte hij de Antwerpse Franstalige liberale krant Le Matin op. De Cauwer bleef tot 1923 directeur en eigenaar van deze krant, na zijn dood werd hij in deze hoedanigheid opgevolgd door zijn zoon Paul de Cauwer.
De Cauwer liet in 1912 op de Frankrijklei 133 te Antwerpen een herenhuis in neorégencestijl ontwerpen door architect Joseph Hertogs. De Cauwer werd begraven op het Schoonselhof, alwaar hij samen met zijn zoon een grafmonument deelt van de hand van beeldhouwer Arthur Pierre.